# Ограда Верхнего сада
Ограда Верхнего сада (Ограда с тремя воротами) — памятник архитектуры. Ограда имеет протяжённость около километра и окружает Верхний сад Петергофа с трёх сторон.

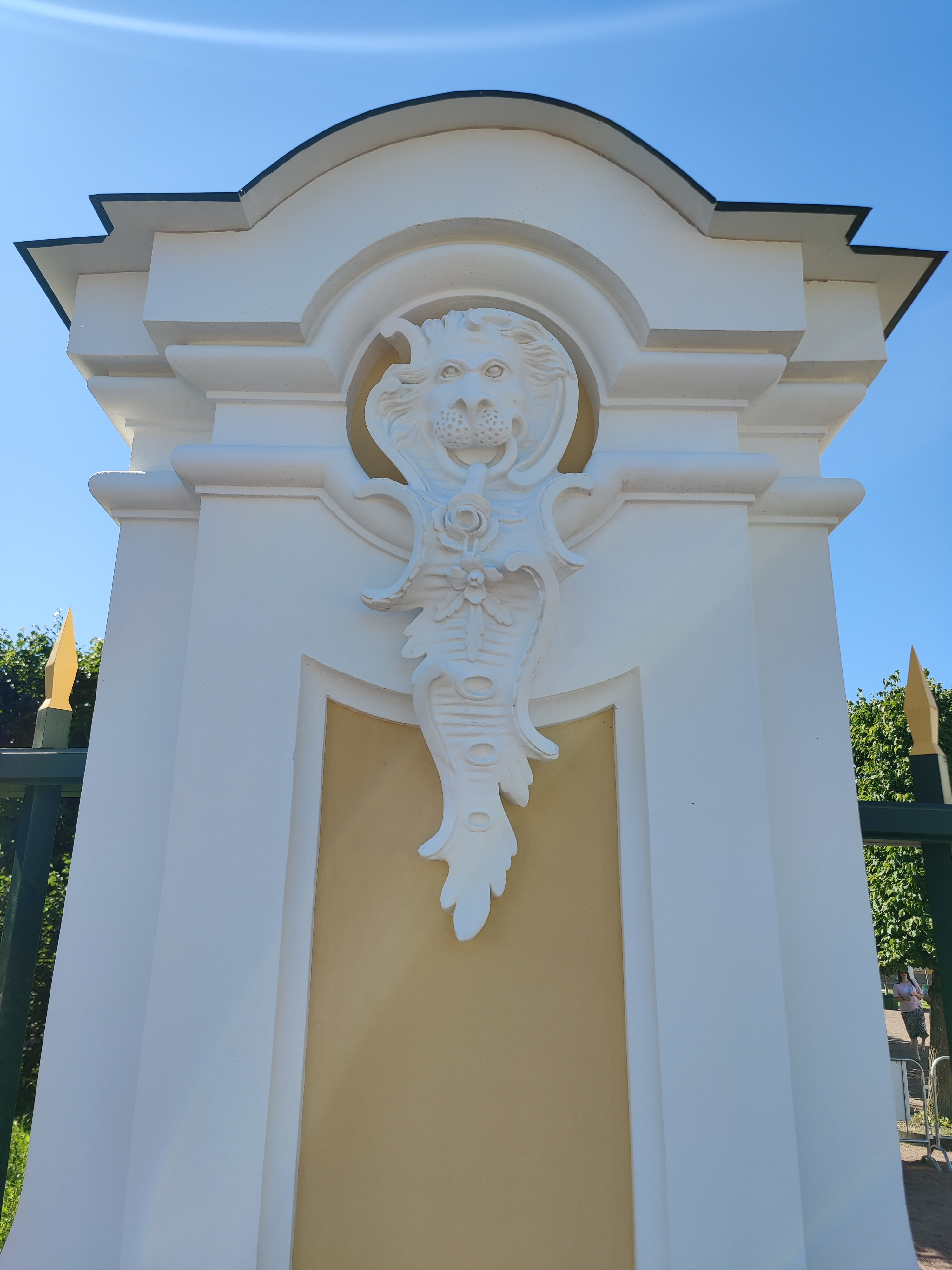
Львиная маска

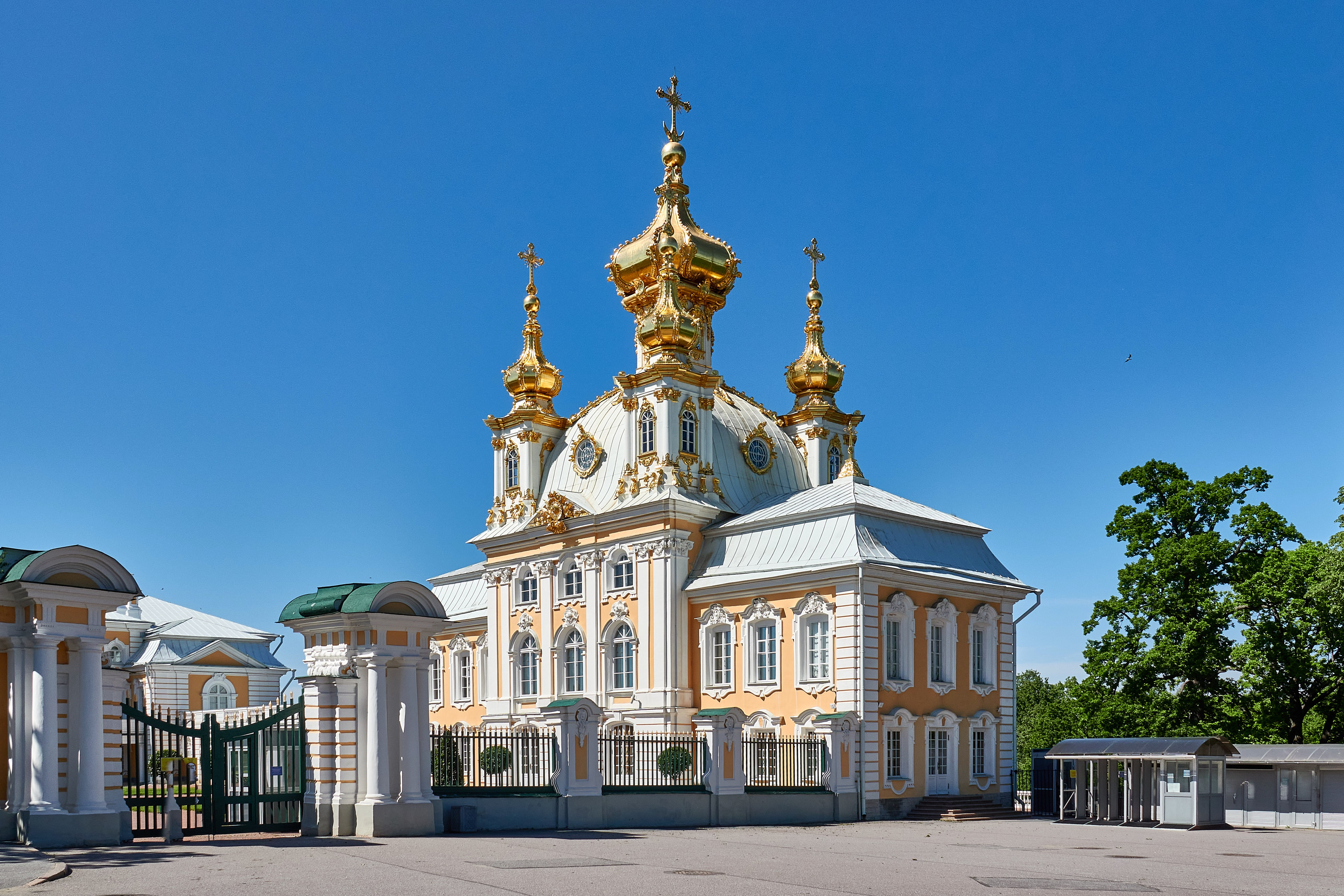
Одни из малых ворот ограды

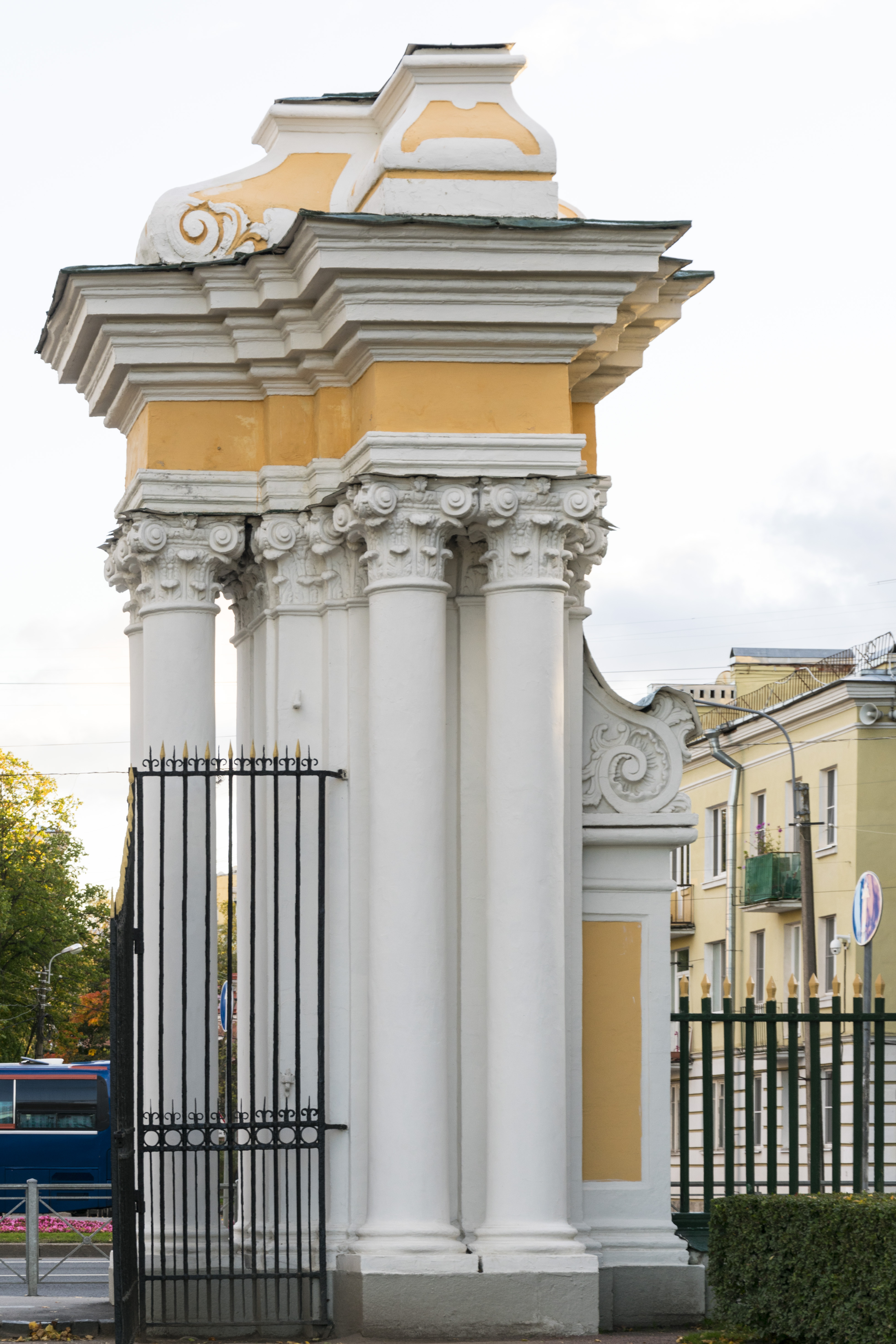
Пилоны Главных ворот

Изначально, с 1715 года, сад был ограждён каналами, обвалованными булыжными камнями. В 1722—1723 годах у каналов был поставлен покрашенный масляной краской невысокий забор, обвитый тонкими прутьями. С 1737—1739 годов и до середины XVIII века ограда была трельяжной. Проект каменной ограды был создан в 1752 году Б. Ф. Растрелли (в тот же период были построены схожие ворота в Стрельне); в проекте были задуманы кованые ажурные решётки и чугунные маскароны.
Ограда состоит из 150 кирпичных профилированных столбов, украшенных алебастровыми масками львов, разделяющими звенья — деревянные копья на кирпичном цоколе. В ограде сделано трое ворот: Главные ворота — со стороны Санкт-Петербургского проспекта, и двое малых ворот рядом с церковью Большого дворца (ранее малых ворот было четыре). Алебастровые вазы и маскароны для украшения столбов были отлиты по модели И. Неустроева, использовавшего рисунки Б. Ф. Растрелли.
Главные ворота — крупные пилоны с парными колоннами, карнизами сложного профиля, пышно украшенными постаментами для скульптур; между пилонами расположены кованые железные створы. Главные ворота украшали позолоченные амуры с рогом изобилия. Проект ворот Б. Ф. Растрелли был утверждён в 1754 году, каменные части были построены в 1755 году, равно как и каменные части малых ворот; их украшали аллегорические фигуры.
В скульптурном украшении ворот участвовал К. С. Жирардон, оно длилось до 1769 года, а уже в 1770-х годах скульптурами были украшены только главные ворота.
В 1779—1785 годах часть ограды и двое малых ворот с западной стороны были разобраны для постройки жилых каменных павильонов с мезонином и кухней. В 1835 году разобрали «Оперный дом», и под руководством Дюсара де Невиля заполнили западную часть ограды звеньями по подобию существовавших.
В 1872 году был создан новый проект ограды авторства Н. Л. Бенуа, в «стиле ворот и дворца», но его не осуществили. До 1914 года ограду поддерживали периодическими ремонтами.
Во время Великой Отечественной войны западный пилон главных ворот был взорван, столбы и маскароны разбиты, деревянные части сожжены.
В 1946 году малые ворота и ограда были восстановлены А. А. Колюбаевым. В 1957 году восстановлен утраченный створ ворот и западный пилон Главных ворот. Последняя комплексная реставрация ограды состоялась в 2020 году.